# Skelmanthorpe
Skelmanthorpe – wieś w Anglii, w hrabstwie ceremonialnym West Yorkshire, w dystrykcie metropolitalnym Kirklees. Leży 25 km na południe od miasta Leeds i 254 km na północny zachód od Londynu.